# VL Pyry
Die VL Pyry (dt.: Schneetreiben) war ein von der staatlichen finnischen Flugzeugbaufirma Valtion lentokonetehdas gebautes zweisitziges Schulflugzeug der finnischen Luftstreitkräfte.

## Entwicklung und Einsatz
1937 forderten die finnischen Luftstreitkräfte den Bau des ersten Prototyps mit der Bezeichnung VL Pyry I und dem Kennzeichen PY-1. Im Konstruktionsteam unter der Leitung von Chefkonstrukteur Arvo Ylinenen arbeiteten Martti Vainio, Torsti Verkkola, und Edward Wegelius. Das Flugzeug wurde in Gemischtbauweise aus Holz, Stahl, Stoff und Duraluminium gefertigt. Am 29. März 1939 hob das Flugzeug mit Testpilot Leutnant Jorma Visapää zum Erstflug ab. Im Mai dieses Jahres bestellten die finnischen Luftstreitkräfte 40 Maschinen, die im Frühjahr 1941 einsatzbereit waren. Die Serienausführung wurde als VL Pyry II bezeichnet und die Maschinen trugen die Kennzeichen PY-2 bis PY-41.
Die Luftwaffenschule in Kauhava war 1941 die erste, die mit Pyrys ausgerüstet wurde. Mit diesem Flugzeug wurden über 20 Jahre hinweg Piloten ausgebildet und es wurde zu einem der erfolgreichsten finnischen Schulflugzeuge. Etwa 700 Flugschüler wurden damit in insgesamt mehr als 56.000 Flugstunden zu Piloten ausgebildet. Im März 1943 kam es erstmals zu einem Unfall mit einer Pyry, als Major E.O. Ehrnrooth das Flugzeug zu großen Belastungen aussetzte. Ehrnrooth, der zu dieser Zeit Kommandeur einer Staffel Messerschmitt-Bf-109-Flugzeuge war, kam bei diesem Unfall ums Leben. Die Pyry war zwischen 1939 und 1962 im Einsatz. Am 7. September 1962 wurde der letzte Flug auf einer Pyry durchgeführt. Dabei flogen Hauptmann Veikko Hietamies die PY-1 und Oberleutnant Keijo Elio die PY-27.

## Militärische Nutzung
- Finnland

## Technische Daten

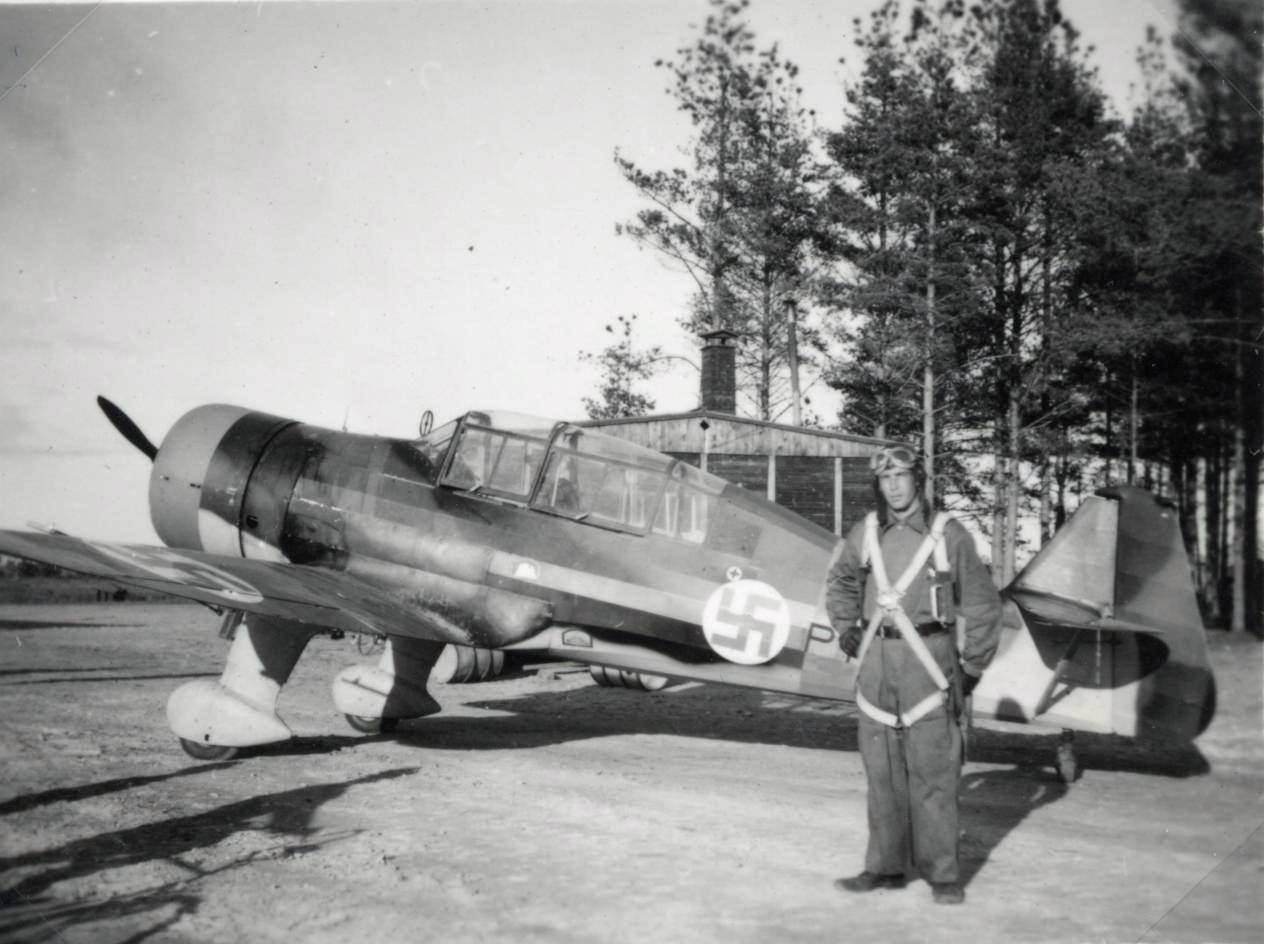
VL Pyry im Juni 1942

| Kenngröße             | Daten                                                        |
| --------------------- | ------------------------------------------------------------ |
| Besatzung             | 2                                                            |
| Länge                 | 7,70 m                                                       |
| Spannweite            | 9,80 m                                                       |
| Höhe                  | 2,50 m                                                       |
| Flügelfläche          | 12,70 m²                                                     |
| Flügelstreckung       | 7,6                                                          |
| Leermasse             | 1045 kg                                                      |
| max. Startmasse       | 1535 kg                                                      |
| Reisegeschwindigkeit  | 286 km/h                                                     |
| Höchstgeschwindigkeit | 330 km/h                                                     |
| Dienstgipfelhöhe      | 5800 m                                                       |
| Reichweite            | 1150 km                                                      |
| Triebwerke            | 1 × Sternmotor Wright R-975E-3 Whirlwind mit 450 PS (331 kW) |
| Bewaffnung            | 1 × 7,62-mm-Maschinengewehr                                  |